# Cal Cardona
Cal Cardona és una masia situada al municipi de la Molsosa, a la comarca catalana del Solsonès. Es tenen referències de l'edificació des de l'any 1553 i, per tant, es considera que la construcció és anterior al segle XVI.
Està situada a 774 m d'altitud., a l'extrem est del municipi al costat de la serra del Pal, propera a la serra de Castelltallat a l'est. La ubicació està una mica apartada respecte a la resta de les masies de la zona. Rodejada d'extensions del que en el seu dia van ser espessos boscos de roures i alzines.

## Descripció
És una casa rural que manté una planta originària rectangular. Amb una construcció senzilla amb materials típics de la zona i l'època, actualment està desfigurada pel cos annex de nova construcció. Al costat hi ha una altra construcció que en el seu temps hauria estat un cobert també de forma rectangular i que amb les últimes transformacions ha esdevingut un nou habitatge. També dels mateixos materials que la casa rural originària. Uns metres més enllà trobem un cobert de planta quadra de pedra i teulada a dues aigües amb teula àrab vella. Aquest cobert té un cos annex destinat a corts a la planta baixa, de pedra, i una petita ampliació en alçada de materials més recents, actualment deteriorat.